# Kalibrering

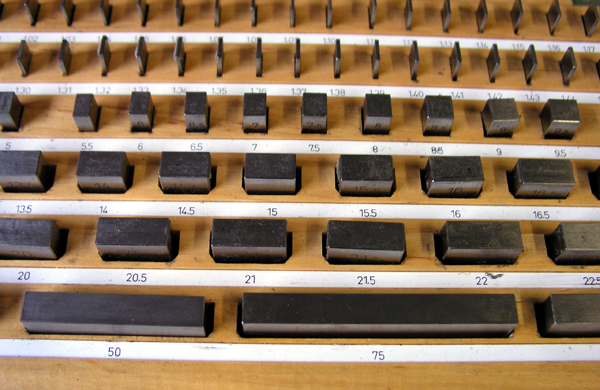
En passbitssats kan användas vid kalibrering.

Kalibrering sker genom att ett mätdon jämförs med en känd normal och är en uppmätning av vilken mätosäkerhet mätdonet har en viss tidpunkt och under vissa specificerade betingelser, det vill säga hur stort fel den kan ge vid en mätning. Kalibrering innebär inte att mätdonet trimmas eller justeras till att ge korrekta värden, även om en justering kan göras i samband med kalibreringen. En viss mätosäkerhet kommer dock alltid att finnas.
Normalen skall vara spårbar till en nationell normal som i sin tur är spårbar till en internationell normal, det vill säga att den själv är kalibrerad mot en kontrollerad normal så att man vet dess egen mätosäkerhet. Detta är ett av kraven för att kalibreringen skall ha skett hos en ackrediterad kalibrerare.
Om man har gjort en kalibrering och mätresultatet ligger inom godkänt intervall kan man märka upp instrumentet. Dessa moment tillsammans utgör då en så kallad verifiering, tidigare även kallad kröning.
Ordet kommer av kaliber. Då man förr tillverkade vapen och ammunition för hand använde man olika mallar, så kallade tolkar eller likare, för att måtten på vapnets borrning jämfört med ammunitionens kaliber och tvärtom skulle bli rätt.